# Zygmunt Wróblewski
Zygmunt Florenty Wróblewski (* 28. Oktober 1845 in Grodno, Russisches Reich, heute Belarus; † 16. April 1888 in Krakau, Österreich-Ungarn) war ein polnischer Chemiker und Physiker. Bekannt ist Wróblewski vor allem, weil ihm zusammen mit Karol Olszewski 1883 die erste Verflüssigung von Luft gelang.
Nach Abschluss der Schule in Grodno schrieb sich Zygmunt Wróblewski, Sohn eines Juristen, an der Universität Kiew ein. Als 18-Jähriger unterbrach er sein Studium, um sich im Jahre 1863 am polnischen Januaraufstand zu beteiligen. Er wurde im Juli dieses Jahres gefangen genommen. Er verbrachte seine Gefangenschaft zunächst in Sibirien, später wurde er in die Gegend von Kasan gebracht. Während der sechsjährigen Gefangenschaft ließ sein Augenlicht stark nach und er drohte zu erblinden. Nach seiner Begnadigung reiste er zu einem Augenarzt in Berlin und nach zwei Operationen konnte seine Sehfähigkeit gerettet werden.
Anschließend studierte er in Deutschland, zunächst in Berlin, später in Heidelberg  bei Hermann von Helmholtz, der dort den Lehrstuhl für Physiologie innehatte. Er verfügte über ein sehr gutes akustisches Gedächtnis, das er zur Erweiterung seiner Kenntnisse nutzte. Während seiner Gefangenschaft hatte er beim Lesen von Abhandlungen aus dem Bereich der Physik einige Theorien aufgestellt. Helmholtz riet ihm nun, diese Theorien zu überprüfen, weshalb er eine Stellung als Assistent eines Versuchslabors suchte, die er schließlich im Jahre 1872 an der Universität München fand. 1874 schrieb er dort seine Doktorarbeit. Er wechselte anschließend an die Universität Straßburg, wo er mit Professor August Kundt arbeitete, einem der führenden Experimentalphysiker Deutschlands. In Straßburg schrieb er 1876 seine Habilitationsschrift.

Im Jahr 1880 ging er als Stipendiat der Krakauer Akademie der Naturwissenschaften nach Paris zu Henri Etienne Sainte-Claire Deville. Er schaffte es, sich Einlass in das Labor der École normale supérieure zu verschaffen und Louis Cailletet zu treffen. Dort verbesserte er die von Cailletet angewandten Verfahren. 1882 übernahm Wróblewski einen Lehrstuhl an der Universität Krakau. Dort arbeitete er mit Karol Olszewski zusammen, der seinerseits Erfahrungen in der Verflüssigung von Gasen mitbrachte. Am 29. März des Jahres 1883 – anderen Quellen zufolge am 9. April – gelang den beiden erstmals die statische Verflüssigung von Luftsauerstoff. Bislang hatten sich Sauerstoff, Stickstoff, Methan, Wasserstoff und Kohlenmonoxid einer Verflüssigung widersetzt. In der Folgezeit gab es Diskussionen, ob nun Cailletet oder Olszewski und Wróblewski den größeren Beitrag zur erstmaligen Verflüssigung von Luft geleistet hatten, da letztere sehr von den Erfahrungen Cailletets profitiert hatten.

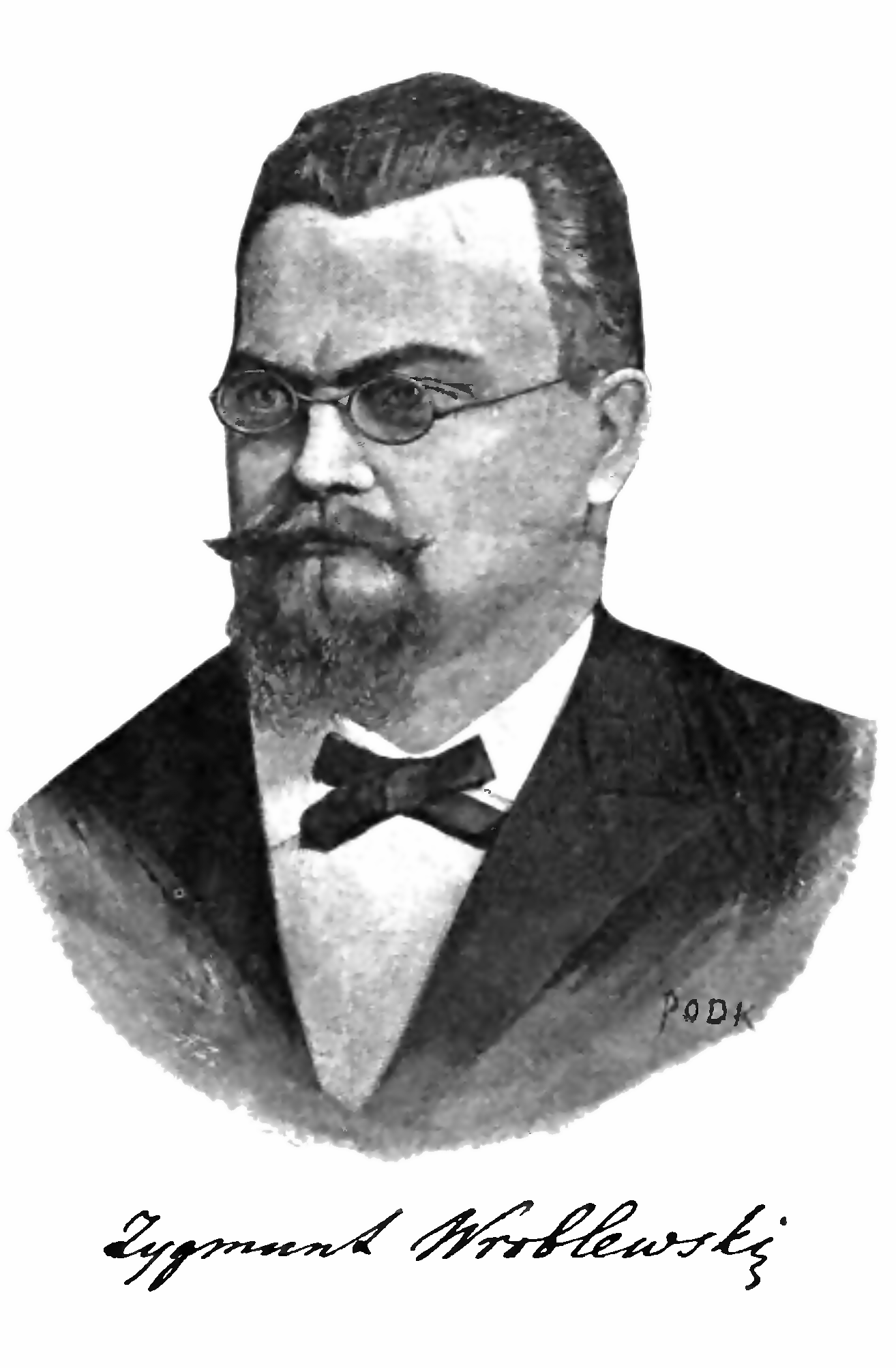
Zygmunt Wróblewski

Am 19. April 1888, als Wróblewski die physikalischen Eigenschaften des Wasserstoffs erforschte, ereignete sich ein folgenschwerer Unfall, als Wróblewski versehentlich eine Petroleumlampe umwarf und an den Folgen der Brandwunden starb. Zur Erinnerung an Wróblewski wurde ein Mondkrater nach ihm benannt.